# Janine Spengler
Janine Spengler è un personaggio secondario del fumetto fantascientifico Nathan Never, edito dalla Sergio Bonelli Editore ed ideato dal trio Michele Medda, Antonio Serra e Bepi Vigna. È stata la segretaria dell'Agenzia Alfa.
Compare come personaggio di contorno nella maggior parte degli episodi. È stata inoltre protagonista di due albetti: Una giornata all'agenzia Alfa, pubblicato nel dicembre del 1997 come allegato allo Speciale Nathan Never n. 7 L'isola del tesoro; ed infine Le danze della morte, pubblicato nel novembre del 1998 come allegato allo Speciale Nathan Never n. 8 Oceano verde.
Il personaggio di Janine Spengler è stato utilizzato anche per "Alfacom", la rubrica di informazione per i lettori di Nathan Never, ospitata nella seconda di copertina dei vari albi della serie.

## Personaggio
Assunta, dopo un colloquio con Sigmund Baginov, come segretaria tuttofare del direttore dell'Agenzia Alfa Edward Reiser, in sostituzione di Helen Sheldon (prima segretaria dell'agenzia e futura protagonista dello spin off Asteroide Argo) che si è licenziata per incompatibilità con il direttore stesso, Janine Spengler viene raffigurata come una ragazza timida, dall'aspetto carino, elegante ma sobrio, che compie il proprio lavoro con competenza e professionalità. Gentile e disponibile con tutti, possiede un animo sensibile, romantico e sognatore, ma ha dimostrato, in situazioni anche difficili, di avere carattere e determinazione. Alla fine della Saga della guerra dei mondi, non avendo più stimoli che la spingano a rimanere, deciderà di lasciare l'agenzia.

### Relazione con Nathan Never
Nel corso della serie, mano a mano che avrà modo di conoscerlo, si innamorerà del protagonista Nathan Never, e vivranno una breve relazione. La loro storia avrà termine quando Janine capirà che lei non sarà mai così importante per Nathan, dal momento che questi mette sempre al primo posto il proprio lavoro. Nonostante ciò riusciranno a rimanere molto amici.